# Reprezentacja Kuby na Mistrzostwach Świata w Wioślarstwie 2009
Reprezentacja Kuby na Mistrzostwach Świata w Wioślarstwie 2009 liczyła 8 sportowców. Najlepszym wynikiem było 7. miejsce w dwójce podwójnej wagi lekkiej kobiet.

## Medale

### Złote medale
Brak

### Srebrne medale
Brak

### Brązowe medale
Brak

## Wyniki

### Konkurencje mężczyzn
- dwójka bez sternika (M2-): Yenser Basilio Pol, Jorber Avila Esquivel – 9. miejsce
- dwójka podwójna (M2x): Yoennis Hernández Arruez, Janier Concepcion Hernández – 11. miejsce
- dwójka podwójna wagi lekkiej (LM2x): Yunior Pérez Aguilera, Manuel Suárez Barrios – 11. miejsce

### Konkurencje kobiet
- dwójka podwójna wagi lekkiej (LW2x): Yaima Velázquez Falcon, Yoslaine Dominguez Cedeño – 7. miejsce